# Wachszinsige
Wachszinsige oder Wachszinspflichtige waren hörige Hofesleute, die als Gegenleistung für Schutz als Abgabe alljährlich nur eine bestimmte Menge Wachs oder Wachskerzen zu liefern hatten, den sogenannten Wachszins. Das Wachs diente schon im frühen Mittelalter auch für Schreibtafeln und das Bienenprodukt wurde hoch gehandelt. Die Wachszinsigkeit war die mildeste Art der Hörigkeit. 
Die Wachszinsigen besaßen einen besseren Stand als die sonstigen Hofhörigen. Ihre Zahlungsverpflichtungen waren geringer und ihr sozialer Status höher, da das ganze Institut auf einem anderen Ursprung als die Hofhörigkeit basierte.